# Copa Mundial de Voleibol
La Copa Mundial de Voleibol fue una competición tanto masculina (creada en 1965) como femenina (creada en 1973). Participaban 12 equipos y clasificaban los mejores equipos de los torneos continentales. Anteriormente se disputaba en Japón cada cuatro años, en el año anterior a los Juegos Olímpicos, y hasta la edición de 2015 otorgó plazas clasificatorias para dicha competición.
No se lo debe confundir con el Campeonato Mundial de Voleibol, máxima competición de este deporte junto con los Juegos Olímpicos

## Torneo masculino
| N.º  | Año  | Sede    |                   |                 |                     | Cuarto         |
| ---- | ---- | ------- | ----------------- | --------------- | ------------------- | -------------- |
| I    | 1965 | Polonia | Unión Soviética   | Polonia         | Checoslovaquia      | Japón          |
| II   | 1969 | RDA     | Alemania Oriental | Japón           | Unión Soviética     | Bulgaria       |
| III  | 1977 | Japón   | Unión Soviética   | Japón           | Cuba                | Polonia        |
| IV   | 1981 | Japón   | Unión Soviética   | Cuba            | Brasil              | Polonia        |
| V    | 1985 | Japón   | Estados Unidos    | Unión Soviética | Checoslovaquia      | Brasil         |
| VI   | 1989 | Japón   | Cuba              | Italia          | Unión Soviética     | Estados Unidos |
| VII  | 1991 | Japón   | Unión Soviética   | Cuba            | Estados Unidos      | Japón          |
| VIII | 1995 | Japón   | Italia            | Países Bajos    | Brasil              | Estados Unidos |
| IX   | 1999 | Japón   | Rusia             | Cuba            | Italia              | Estados Unidos |
| X    | 2003 | Japón   | Brasil            | Italia          | Serbia y Montenegro | Estados Unidos |
| XI   | 2007 | Japón   | Brasil            | Rusia           | Bulgaria            | Estados Unidos |
| XII  | 2011 | Japón   | Rusia             | Polonia         | Brasil              | Italia         |
| XIII | 2015 | Japón   | Estados Unidos    | Italia          | Polonia             | Rusia          |
| XIV  | 2019 | Japón   | Brasil            | Polonia         | Estados Unidos      | Japón          |

### Medallero masculino
- Actualizado en XIV Torneo (2019)

| Núm. | País                | Oro | Plata | Bronce | Total |
| ---- | ------------------- | --- | ----- | ------ | ----- |
| 1    | Unión Soviética     | 4   | 1     | 2      | 7     |
| 2    | Brasil              | 3   | 0     | 3      | 6     |
| 3    | Rusia               | 2   | 1     | 0      | 3     |
| 4    | Estados Unidos      | 2   | 0     | 2      | 4     |
| 5    | Cuba                | 1   | 3     | 1      | 5     |
|      | Italia              | 1   | 3     | 1      | 5     |
| 7    | Alemania Oriental   | 1   | 0     | 0      | 1     |
| 8    | Polonia             | 0   | 3     | 1      | 4     |
| 9    | Japón               | 0   | 2     | 0      | 2     |
| 10   | Países Bajos        | 0   | 1     | 0      | 1     |
| 11   | Checoslovaquia      | 0   | 0     | 2      | 2     |
| 12   | Bulgaria            | 0   | 0     | 1      | 1     |
|      | Serbia y Montenegro | 0   | 0     | 1      | 1     |
|      | TOTAL               | 14  | 14    | 14     | 42    |

### MVPpor edición
- 1977 –  Tomasz Wójtowicz
- 1981 –  Vyacheslav Zaytsev
- 1985 –  Karch Kiraly
- 1989 –  Karch Kiraly
- 1991 –  Dmitrij Fomin
- 1995 –  Andrea Giani
- 1999 –  Roman Yakovlev
- 2003 –  Takahiro Yamamoto
- 2007 –  Giba
- 2011 –  Maxim Mikhaylov
- 2015 –  Matt Anderson
- 2019 –  Alan Ferreira de Souza

## Torneo femenino
| N.º  | Año  | Sede    |                 |                 |                 | Cuarto         |
| ---- | ---- | ------- | --------------- | --------------- | --------------- | -------------- |
| I    | 1973 | Uruguay | Unión Soviética | Japón           | Corea del Sur   | Perú           |
| II   | 1977 | Japón   | Japón           | Cuba            | Corea del Sur   | China          |
| III  | 1981 | Japón   | China           | Japón           | Unión Soviética | Estados Unidos |
| IV   | 1985 | Japón   | China           | Cuba            | Unión Soviética | Japón          |
| V    | 1989 | Japón   | Cuba            | Unión Soviética | China           | Japón          |
| VI   | 1991 | Japón   | Cuba            | China           | Unión Soviética | Estados Unidos |
| VII  | 1995 | Japón   | Cuba            | Brasil          | China           | Croacia        |
| VIII | 1999 | Japón   | Cuba            | Rusia           | Brasil          | Corea del Sur  |
| IX   | 2003 | Japón   | China           | Brasil          | Estados Unidos  | Italia         |
| X    | 2007 | Japón   | Italia          | Brasil          | Estados Unidos  | Cuba           |
| XI   | 2011 | Japón   | Italia          | Estados Unidos  | China           | Japón          |
| XII  | 2015 | Japón   | China           | Serbia          | Estados Unidos  | Rusia          |
| XIII | 2019 | Japón   | China           | Estados Unidos  | Rusia           | Brasil         |

### Medallero femenino
- Actualizado en XIII Torneo (2019)

| Núm. | País            | Oro | Plata | Bronce | Total |
| ---- | --------------- | --- | ----- | ------ | ----- |
| 1    | China           | 5   | 1     | 3      | 9     |
| 2    | Cuba            | 4   | 2     | 0      | 6     |
| 3    | Italia          | 2   | 0     | 0      | 2     |
| 4    | Japón           | 1   | 2     | 0      | 3     |
| 5    | Unión Soviética | 1   | 1     | 3      | 5     |
| 6    | Brasil          | 0   | 3     | 1      | 4     |
| 7    | Estados Unidos  | 0   | 2     | 3      | 5     |
| 8    | Rusia           | 0   | 1     | 1      | 2     |
| 9    | Serbia          | 0   | 1     | 0      | 1     |
| 10   | Corea del Sur   | 0   | 0     | 2      | 2     |
|      | TOTAL           | 13  | 13    | 13     | 39    |

### MVPpor edición
- 1973 –  Cho Hye-Jeong
- 1977 –  Takako Shirai
- 1981 –  Dom Tszinfan
- 1985 –  Lang Ping
- 1989 –  Mireya Luis
- 1991 –  Karen Kemner
- 1995 –  Mireya Luis
- 1999 –  Taismary Agüero
- 2003 –  Malgorzata Glinka
- 2007 –  Simona Gioli
- 2011 –  Carolina Costagrande
- 2015 –  Zhu Ting
- 2019 –  Zhu Ting